# From Luxury to Heartache
From Luxury to Heartache è il quarto album di studio del gruppo pop/rock/reggae/new wave dei Culture Club, pubblicato nel 1986. Il lavoro rappresenta un deliberato allontanamento per il gruppo dal pop intriso di reggae dei lavori precedenti. Nonostante Reasons sia un pezzo apertamente reggae, i restanti nove brani dell'album (compreso il Lato B che dà il titolo complessivo al disco, pur senza esservi incluso) sono maggiormente orientati verso il genere dance e new wave. Il produttore Arif Mardin, veterano del pop e dell'R&B, sostituisce Steve Levine nel ruolo di produttore, nel tentativo di rivitalizzare il suono della band. A causa della crescente dipendenza da stupefacenti sviluppata dal cantante Boy George, le registrazioni si trascinarono così a lungo che Mardin dovette affidare al tecnico del suono Lew Hahn la registrazione delle voci finali. Ci vollero giorni interi per registrare le tracce vocali di canzoni come Gusto Blusto e la stessa Reasons, con Boy George che continuava a lasciare le session senza preavviso e ad addormentarsi (una volta per due giorni di fila) sul mixer dello studio, come racconta durante il concerto live per "VH1 Storytellers" riproposto nel CD bonus annesso a "Greatest Moments" del 1998, l'anno della riunione della band, dopo quasi 13 anni.
Sùbito dopo la pubblicazione dell'album, iniziarono a circolare insistenti voci sulla dipendenza di George dall'eroina, finché, nell'estate del 1986, il cantante dichiarò pubblicamente la sua effettiva dipendenza. A luglio, venne arrestato dalla polizia britannica per possesso di cannabis. Alcuni giorni dopo, il tastierista Michael Rudetski, che aveva suonato sull'album e composto il brano di chiusura Sexuality con George, fu rinvenuto cadavere per un'overdose di eroina nella casa londinese di George, nel quartiere di Hampstead.
Nonostante l'album vendette poco meno di un milione di copie in tutto il mondo e il brano d'apertura, Move Away, estratto come primo singolo, ottenne un buon successo di classifica (numero 7 nel Regno Unito), Boy George optò per la carriera solista ad un anno dall'uscita dell'album. God Thank You Woman fu il secondo singolo in Gran Bretagna, ma raggiunse soltanto il numero 31 in classifica, mentre negli U.S.A. fu scelto invece Gusto Blusto, che non si piazzò nemmeno tra i primi 100 (probabilmente a causa della mancanza di un video promo che trascinasse il singolo).
Il singolo successivo avrebbe dovuto essere Heaven's Children, la cui uscita era prevista per luglio, ma che, dopo il flop di God Thank You Woman, non fu mai pubblicato (ne esiste una versione video live in Grecia, diffusa in rete, in cui lo stato di dipendenza del cantante è palesemente visibile, nonostante la buona performance). La band si riunì una prima volta berevemente, nel 1990, ma il materiale allora prodotto fu bocciato dalla casa discografica, e una seconda volta più a lungo, nel periodo 1998-2002, pubblicando moltissimo materiale nuovo, tra cui un album di inediti e il concerto live summenzionato, e diverse raccolte di successi e rarità in vari formati (CD, DVD, etc.)

## I lati B
Secondo la tradizione ormai radicata dei Culture Club, anche il quarto album prende puntualmente il suo titolo da una canzone che non figura tra le tracce inserite nel long-playing, ma che viene invece inserita sul lato B di uno dei singoli estratti. La title track From Luxury To Heartache, di cui esistono due differenti versioni, compare infatti sul retro del secondo singolo inglese, God Thank You Woman, nella versione breve, e sul lato B del relativo maxi singolo, nella versione extended, sottotitolata It's All Her Fault Extended Version, che oltre ad essere più lunga, comprende anche alcuni versi cantati supplementari, non inclusi nella versione edit del 45 giri. Quest'ultima, a differenza di tutti gli altri lati B dei Culture Club, non è stata inserita nella versione digitalizzata in CD dell'album, l'unico dei primi quattro a non essere stato ristampato con aggiunte nel 2003, bensì inalterato nel 1998, poiché già pubblicato nel 1986, proprio all'inizio dell'era del compact disc, digitalizzato e con tre bonus tracks, costituite dalle versioni extended dei due singoli e da un lunghissimo remix di Sexuality, unico brano dell'album scritto con lo sfortunato Rudetsky (che fu trovato morto per overdose, nella casa londinese di George, poco dopo l'uscita del disco). Originariamente pubblicata sul lato B del maxi singolo di Move Away, la versione estesa di Sexuality, nota anche come Tango Dub Remix, nei suoi 10 minuti e passa di remix, incorpora anche elementi di Move Away e dell'ottava traccia dell'album, Too Bad. La sola versione breve è stata inserita nella raccolta "Culture Club 12inch Plus Collection", pubblicata anche in versione CD, con remix, lati B e tracce notevoli, seguito ideale del "Best Of Culture Club" (contenente invece i migliori brani dei primi tre album, oltre alla chicca acustica The Dream), che continua a venire ripubblicato ad intervalli regolari, con copertine sempre diverse e la lista delle tracce inalterata.

## Tracce
Tutti i brani composti dai Culture Club (O'Dowd/Hay/Moss/Craig) con Phil Pickett, tranne 3 (Culture Club), 10 & 13 (Culture Club con Michael Rudetsky).
1. "Move Away" – 4:21
2. "I Pray" – 4:00
3. "Work On Me Baby" – 4:06
4. "Gusto Blusto" – 4:40
5. "Heaven's Children" – 4:44
6. "God Thank You Woman" – 4:14
7. "Reasons" – 4:35
8. "Too Bad" – 4:36
9. "Come Clean" – 3:20
10. "Sexuality"  – 5:28
11. "Move Away" (Extended) – 7:25
12. "God Thank You Woman" (Extended) – 7:03
13. "Sexuality" (Extended/Tango Dub Remix) – 10:34
14. "From Luxury To Heartache" (B-side) - 4:00
15. "From Luxury To Heartache (It's All Her Fault Extended Version)" (B-side) - 5:30

## Credits

### Formazione/Musicisti
- Boy George – voce
- Mikey Craig – basso
- Roy Hay – chitarra, piano, tastiere, sitar, sitar elettrico
- John Moss – percussioni, batteria
- Helen Terry – cori
- Michael Rudetsky – tastiere
- Phil Pickett – tastiere, cori
- Jocelyn Brown – cori
- David Lasley – cori
- Wendell Morrison – cori
- Ruby Turner – cori

### Staff/Produzione
- Arif Mardin – produttore
- Lewis Hahn – co-produttore, missaggio, missaggio tracce vocali finali, tecnico del suono
- George Marino – masterizzazione
- Jon Moss – missaggio digitale
- Michael O'Reilly – tecnico del suono
- Martin Pearson – tecnico del suono
- David Richards – tecnico del suono
- Tony Gordon – management

## Classifiche

### Album
| Classifica (1986)     | Posizione più alta |
| --------------------- | ------------------ |
| Classifica Album UK   | 10                 |
| Billboard Hot 200 USA | 32                 |

### Singoli
| Singolo               | Classifica (1986)          | Posizione più alta |
| --------------------- | -------------------------- | ------------------ |
| "Move Away"           | Classifica Singoli UK      | 7                  |
| "Move Away"           | Adult Contemporary USA     | 11                 |
| "Move Away"           | Billboard Hot 100 USA      | 12                 |
| "Move Away"           | Hot Dance Club Play USA    | 4                  |
| "Move Away"           | Classifica Singoli R&B USA | 87                 |
| "God Thank You Woman" | Classifica Singoli UK      | 31                 |
| "Gusto Blusto"        | Billboard Hot 100 USA      | N.C.               |

## Dettagli di pubblicazione
| Paese | Data | Etichetta | Formato | N° Catalogo |
|       | 1986 | Virgin    | CD      | E-40345     |
|       |      |           | LP      | 2380        |
|       | 1998 |           | CD      | 86704       |